# سنگلج
سَنگِلَج یکی از محله‌های قدیمی شهر تهران است که در کنار ۴ محلهٔ دیگر یعنی بازار، ارگ، عودلاجان و چاله‌میدان درون حصار شاه‌طهماسبی قرار داشتند. تئاتر سنگلج از قدیمی‌ترین سالن‌های تئاتر در ایران است که همچنان دایر است.

## محدوده
این محله از شمال به خیابان سپه (امام خمینی)، از غرب به خیابان شاهپور (وحدت اسلامی)، از جنوب به خیابان مولوی و از شرق به خیابان خیام (جلیل‌آباد) محدود می‌شد. بدین ترتیب، پارک شهر، چاله‌حصار، بازارچهٔ قوام‌الدوله (بازارچهٔ شاهپور) و بیمارستان رازی در این محله قرار می‌گیرند.

## ریشه‌شناسی نام سنگلج
برخی نام سنگلج را دگرگون‌شدهٔ «سنگ رج» دانسته‌اند. رج به معنی ردیف است و اصطلاح سنگ رج مربوط به تقسیم آب با پاره‌های سنگ بوده‌است. حجت بلاغی آن نام را مخفف کلمه 《سنگلاخ جی》 می‌داند (حسین بلاغی، ۱۳۵۰). که بعید به نظر می‌رسد، اما مرحوم محمدتقی مصطفوی ریشه کلمه را 《سنگ‌رج》 نوشته و آن را در رابطه با 《رج‌بندی》 سنگ‌ها جهت تقسیم زمین و آب ذکر کرده‌است (مصطفوی، ۱۳۳۰، ص۲). کتاب سنگلج چاپ دفتر پژوهش‌های فرهنگی
طبق یک نظریه دیگر، سنگلج یا همان صورت کهن سنگلاج و سنگلاخ به معنای "برج سنگی، باروی بزرگ حکومتی" است. واژه لاج یا همان لاخ یا همان لاق، در فارسی باستان مادی و هخامنشی، به معنای انباشته، لایه مند، برج و مانند آن (مانند مناره) بوده است. این برج که در زمینِ ضلع شمالی پارک شهر در میدان مشقِ کهنه تا ابتدای عصر ناصری هنوز وجود داشته است، ارتفاعی معادل حدود ۴ برابر بادگیرهای اطراف داشته و کاربرد نظامی داشته است و احتمالا از جنس مصالح سنگ هم ساخته شده بوده است. همین جزء "لاج / لَج" را در نام کهن محله عودلاجان(پامنار) هم مشاهده می کنیم. 

## تاریخچه
سنگلج از محله‌های پرجمعیت و آباد تهران محسوب می‌شد. بازارچهٔ قوام‌الدوله در این محله قرار داشت. از تکیه‌های مهم و معروف آن، تکیهٔ قورخانه کهنه از همه مشهورتر بود. چند گذر معروف این محله گذر تقی‌خان و گذر شریف‌الدوله، گذر مستوفی‌الممالک و گذر قلی بود که به درخونگاه منتهی می‌شد. چندین حمام بزرگ با خزینه‌ها و چال‌حوض‌های عظیم در سنگلج وجود داشتند.

این محله پرجمعیت و آباد در سال‌های نخستین حکومت رضاشاه و با تقارن جنگ جهانی دوم رو به ویرانی نهاد و با ورود سربازان بیگانه به تهران برخی محلات به مانند سنگلج نابود و به محله‌ای ترسناک و متروکه مبدل شد. شعبان جعفری که زادهٔ این محله است در خصوص تخریب آن گفته‌است که:
رضا شاه خدا بیامرزدش، وقتی از سنگلج اومد بیرون، داد خرابش کردن و پارک شهرش کردن. وقتی ازش پرسیدن: «چرا اینکارو کردین؟» گفت: «به خاطر اینکه قنات سنگلج به چاهای فاضلاب راه داشت و آب رو خراب می‌کرد.»
در قسمت شمالی این محل با حفر سه حلقه چاه بزرگ به کوشش انورالملوک هدایت، همسر علی رزم آرا (نخست‌وزیر وقت) و خواهر صادق هدایت و شماری از بانوان خیّر و همکاری شهرداری پارکی بزرگ احداث گردید که روز ۲۵ اسفند ۱۳۲۹ افتتاح گردید. این محل ۹ پاتوق داشت: پاتوق نایب شعبان، نایب حسین، نایب رمضان، نایب باقر، نایب محمدعلی، نایب صحبت، نایب سید علی‌اکبر، نایب وهاب.

## متولدان محله
- محمد مصدق
- محمدرضا پهلوی
- یدالله سحابی
- محمد سنگلجی
- مصطفی اسکویی
- عزت‌الله انتظامی
- محمد قزوینی
- محمدعلی فردین
- مهدی بازرگان
- عباس زندی
- سعید راد
- شمسی فضل‌الهی
- محمدحسن شریعت سنگلجی
- احمد قدکچیان
- کامران قدکچیان
- حسین لنکرانی
- اسماعیل فصیح
- سعید امیرسلیمانی
- مجید روشنگر
- ژاله علو
- عباس نعلبندیان
- سعید هرمزی
- جلال پیشوائیان
- اسماعیل دمیرچی[۵][۶]
- محمد توسلی حجتی
- هاشم فیاض[۷][۸]

## اماکن دیدنی
- پارک شهر
- [[مدرسه ناموس، اثر زنده یاد معلم بزرگمان طوبا آزموده، کوچه طوبا آزموده]]
- ساختمان شهرداری تهران و شورای شهر تهران
- تماشاخانه (تئاتر) سنگلج
- خانهٔ مستوفی‌الممالک
- کلیسای سورپ گئورگ
- خانه پدری محمود حسابی
- زورخانه شعبان جعفری
- عمارت انجمن شهر
- مسجد و خانه شیخ فضل‌الله نوری
- بازارچهٔ قوام‌الدوله

## نگارخانه

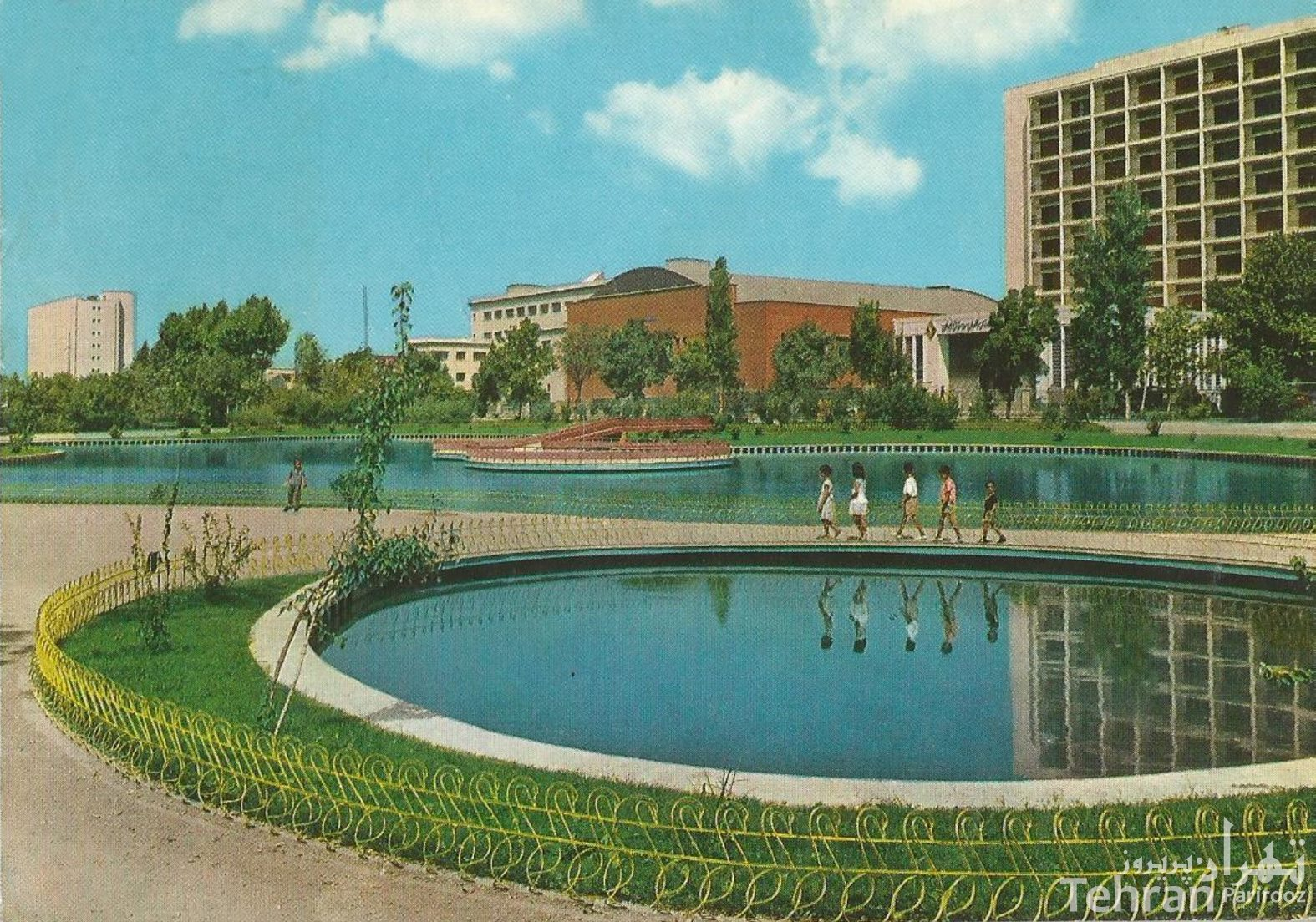
پارک شهر و نمایی از خیابان ورزش
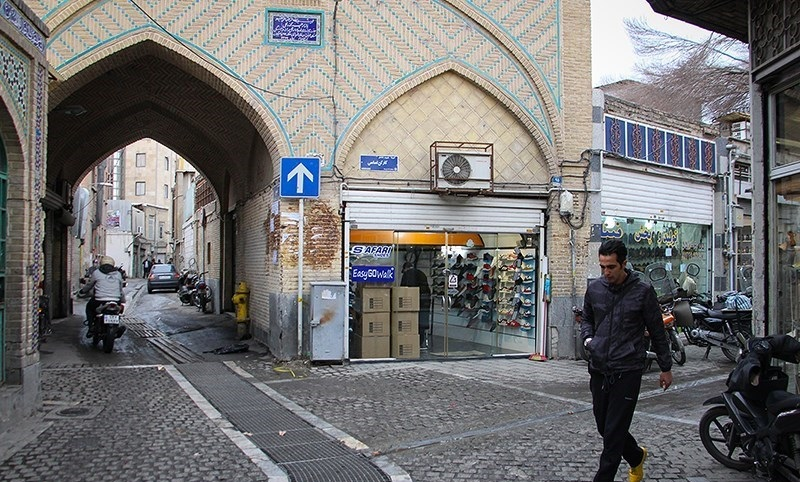
گذر مستوفی
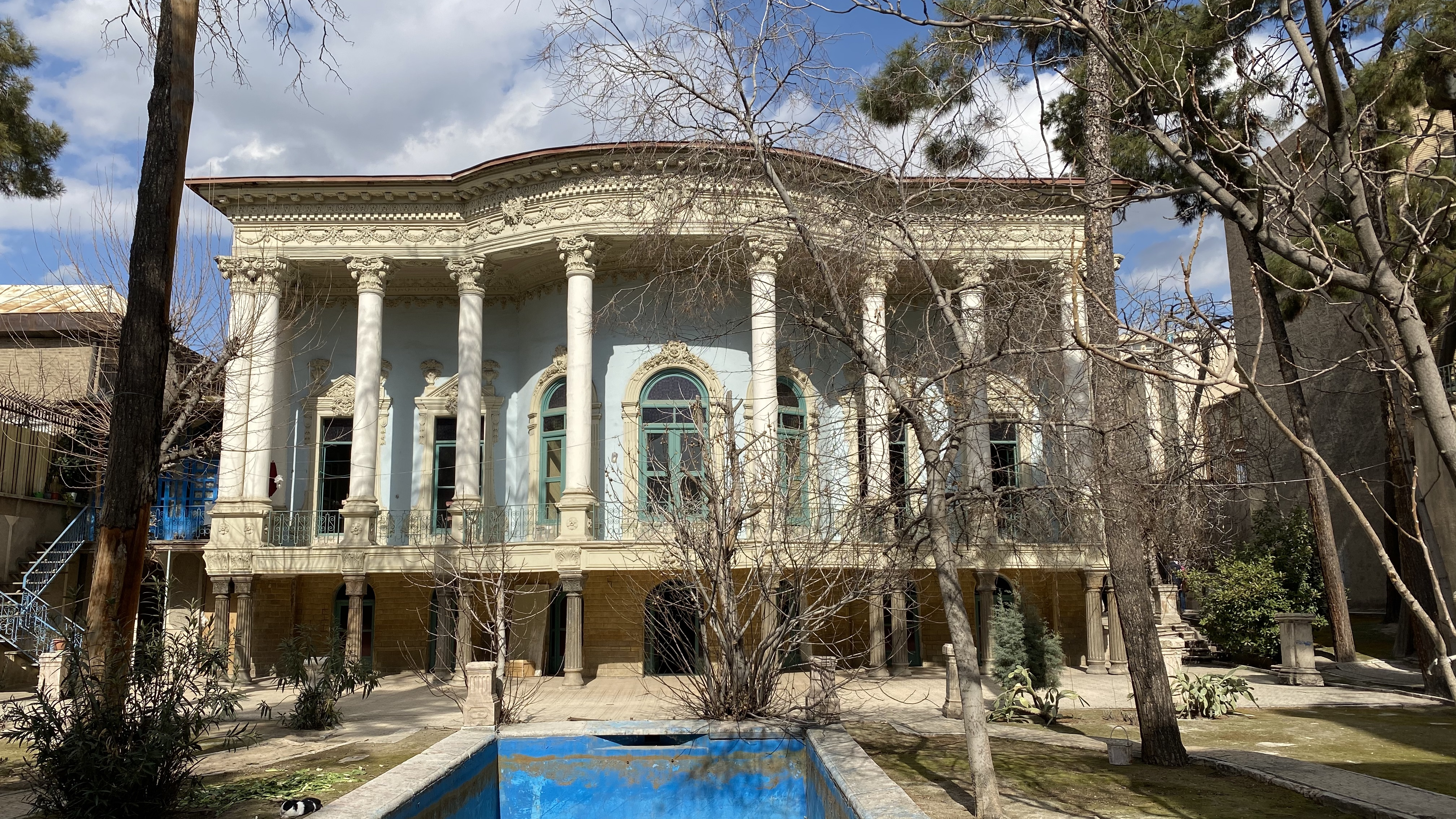
خانه مستوفی الممالک
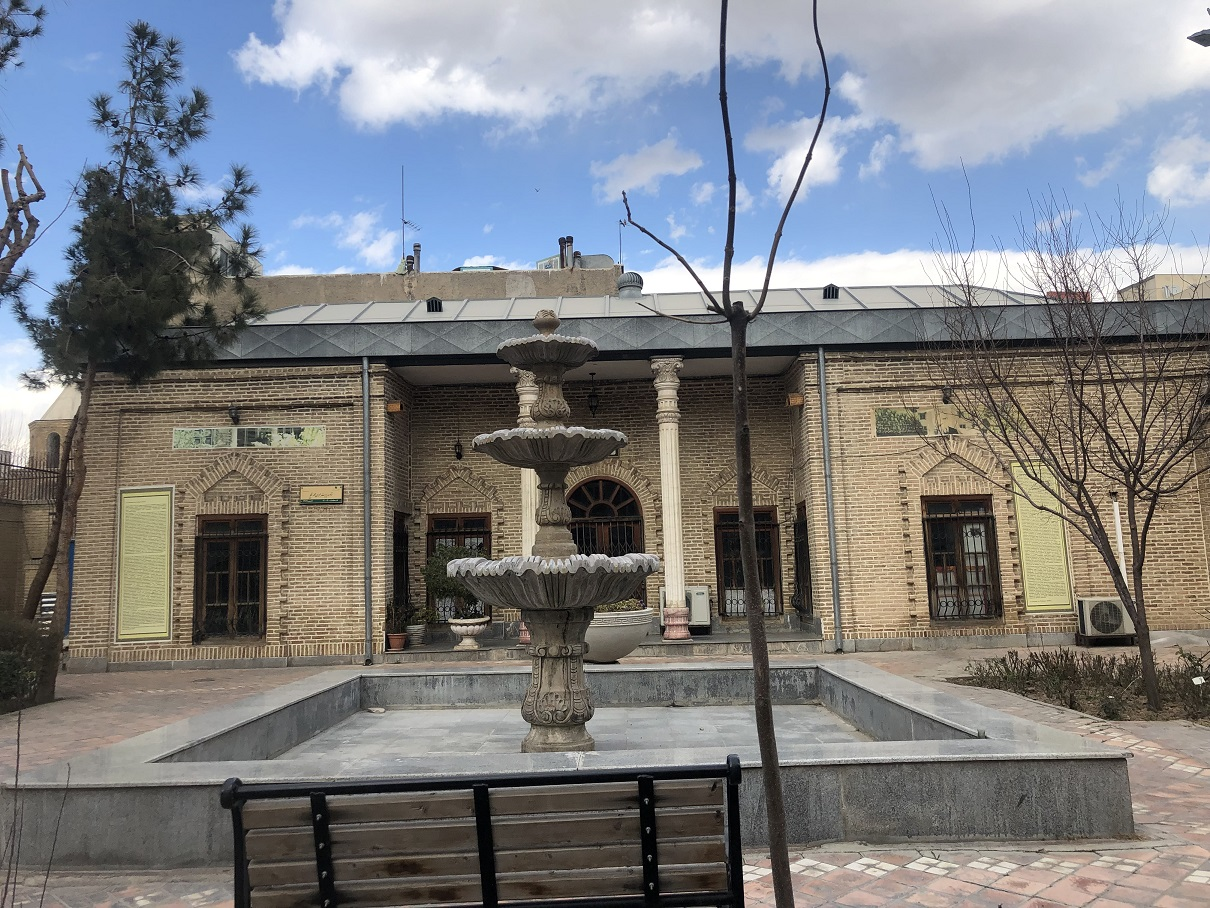
خانه پدری محمود حسابی
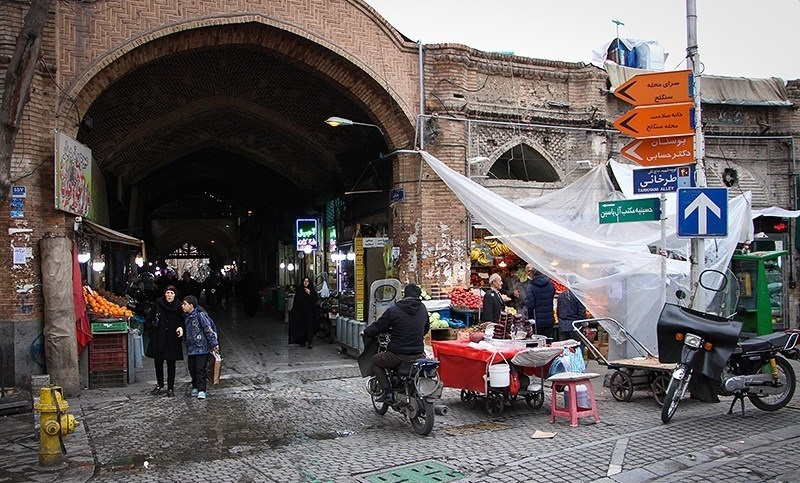
بازارچه قوام